# Baryconus orthopterae
Baryconus orthopterae är en stekelart som först beskrevs av Alan Parkhurst Dodd 1920.  Baryconus orthopterae ingår i släktet Baryconus och familjen Scelionidae. Inga underarter finns listade.